# Pietro Mocenigo
Pour les autres membres de la famille, voir Mocenigo.
Pietro Mocenigo est le 70e doge de Venise élu en 1474.

## Biographie

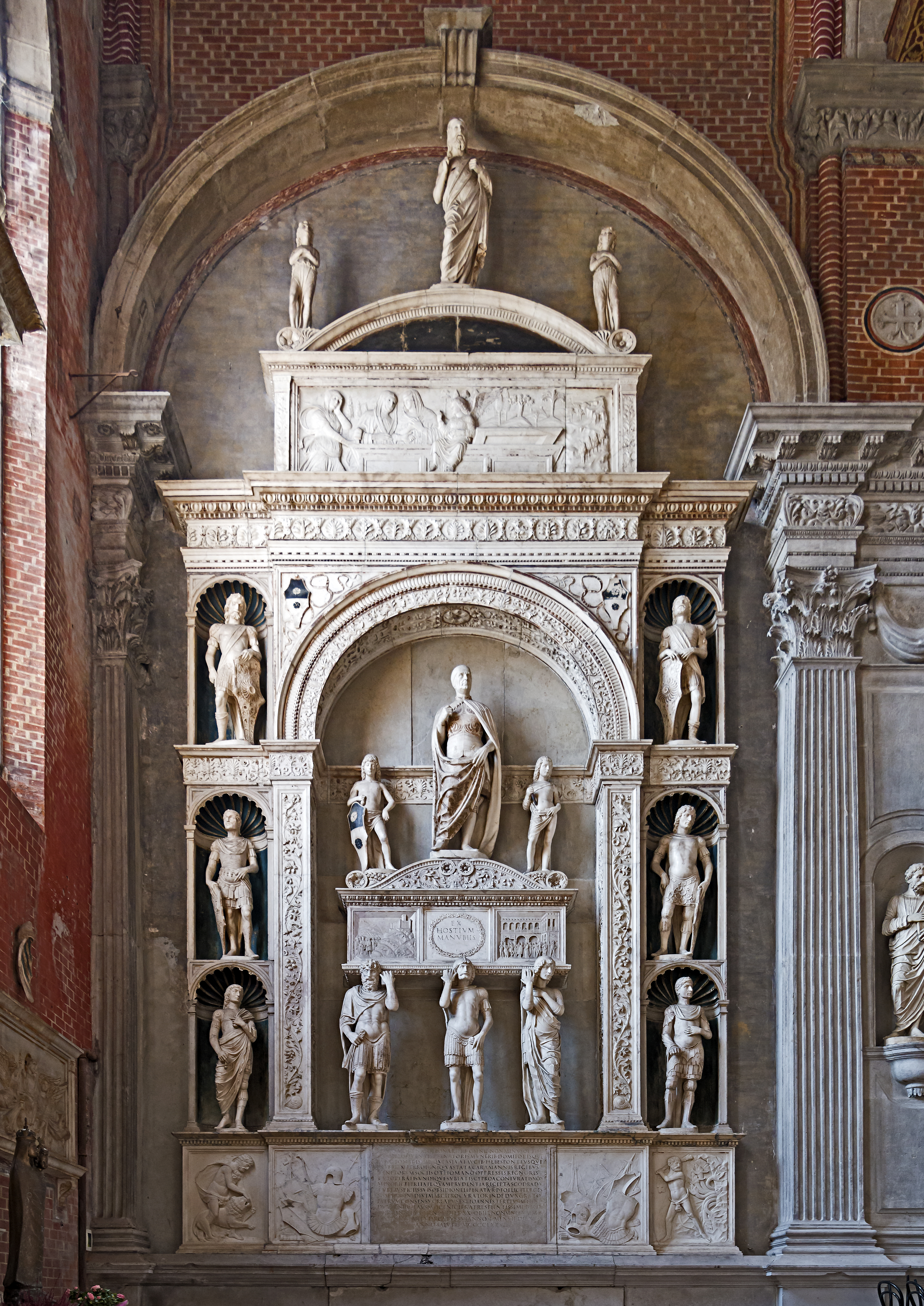
Tombeau de Pietro Mocenigo

D'après les témoignages de l'époque, Pietro Mocenigo est un grand orateur, pourvu d'une grande intelligence et d'une solide éducation.	
Il est l'un des plus grands amiraux vénitiens, il remplit les caisses de l'État qui sont au plus bas après la défaite d'Eubée en 1470. Il mène au profit de la République plusieurs campagnes contre les Ottomans. En 1472, il prend et détruit Smyrne. L'année suivante, il place Catherine Cornaro, reine de Chypre, sous la protection de Venise, et par ce biais la république obtient la possession de l'île en 1475.
Il est élu doge le 14 décembre 1474.
Sous son règne, la lire d'argent commence à être frappée, en son souvenir, elle est appelée mocenigo. 
Son bref dogat se termine le 23 février 1476, lorsqu'il meurt d'une maladie qu'il avait contractée pendant le siège de Scutari.

## Tombeau
Son tombeau, sculpté par Pietro, Antonio et Tullio Lombardo entre 1476 et 1481 se trouve dans la basilique de San Zanipolo.
Sur le socle, deux reliefs présentent les Travaux d'Hercule, utilisant une histoire païenne dans un contexte chrétien, une typique métaphore de la Renaissance. Le doge s'y trouve sous un arc de triomphe, soutenu par trois personnages représentant les trois âges de l'être humain. Des reliefs sur le sarcophage rappellent des passages de la vie du doge et la devise latine ex hostium manibus (hors des mains de mes ennemis) au milieu fait supposer que la tombe fut payée avec du tribut de guerre. Au-dessus se trouve un relief de la résurrection avec la Sainte Vierge et Marie Madeleine près du tombeau de Jésus.

### Sources
- (it) Cet article est partiellement ou en totalité issu de l’article de Wikipédia en italien intitulé « Pietro Mocenigo » (voir la liste des auteurs).

- (en) Cet article est partiellement ou en totalité issu de l’article de Wikipédia en anglais intitulé « Pietro Mocenigo » (voir la liste des auteurs).